# Nitokra phlegraea
Nitokra phlegraea is een eenoogkreeftjessoort uit de familie van de Ameiridae. De wetenschappelijke naam van de soort is voor het eerst geldig gepubliceerd in 1909 door Brehm.